# Mohammad Jahir Rayhan
Mohammad Jahir Rayhan (25 aprile 2001) è un velocista bangladese.

## Biografia
Ha vestito per la prima volta la maglia nazionale assoluta nel 2019, quando ha preso parte ai campionati asiatici di Doha nei 400 metri piani, senza però riuscire a superare le batterie. Lo stesso anno, sempre a Doha, ha partecipato ai campionati mondiali, ma anche in questo caso non è riuscito a raggiungere la semifinale.
La prima medaglia internazionale è arrivata invece ai Giochi dell'Asia meridionale di Katmandu 2019, dove ha conquistato il bronzo nella staffetta 4×400 metri, mentre nei 400 metri piani è stato anche in questo caso eliminato in batteria di qualificazione.
Nel 2021 prende parte alla gara dei 400 metri piani ai Giochi olimpici di Tokyo.
Nell'arco della sua carriera si è diplomato sette volte campione nazionale del Bangladesh: due volte nei 200 metri piani, tre volte nei 400 metri piani, una volta nella staffetta 4×100 metri e una volta nella staffetta 4×400 metri.

## Record nazionali
Seniores
- 400 metri piani: 47"34 ( Mangalagiri, 3 novembre 2019)

## Progressione

### 400 metri piani
| Stagione | Tempo | Luogo       | Data      | Rank. Mond. |
| -------- | ----- | ----------- | --------- | ----------- |
| 2019     | 47"34 | Mangalagiri | 3-11-2019 |             |
| 2017     | 48"00 | Nairobi     | 12-7-2017 |             |

## Palmarès
| Anno | Manifestazione               | Sede     | Evento      | Risultato  | Prestazione | Note                          |
| ---- | ---------------------------- | -------- | ----------- | ---------- | ----------- | ----------------------------- |
| 2017 | Asiatici U18                 | Bangkok  | 200 m piani | Semifinale | 22"24       |                               |
| 2017 | Asiatici U18                 | Bangkok  | 400 m piani | Batteria   | 49"12       |                               |
| 2017 | Mondiali U18                 | Nairobi  | 400 m piani | Semifinale | 48"22       | Miglior prestazione personale |
| 2019 | Campionati asiatici          | Doha     | 400 m piani | Batteria   | 48"51       |                               |
| 2019 | Mondiali                     | Doha     | 400 m piani | Batteria   | 48"48       |                               |
| 2019 | Giochi dell'Asia meridionale | Katmandu | 400 m piani | Batteria   | 48"20       |                               |
| 2019 | Giochi dell'Asia meridionale | Katmandu | 4×400 m     | Bronzo     | 3'15"50     |                               |
| 2023 | Campionati asiatici          | Bangkok  | 200 m piani | Semifinale | 21"69       |                               |
| 2023 | Giochi mondiali universitari | Chengdu  | 200 m piani | Semifinale | 21"48       |                               |
| 2025 | Mondiali indoor              | Nanchino | 400 m piani | Batteria   | 49"84       | Miglior prestazione personale |

## Campionati nazionali
- 2 volte campione nazionale assoluto dei 200 m piani (2019, 2021)
- 3 volte campione nazionale assoluto dei 400 m piani (2019, 2020, 2021)
- 1 volta campione nazionale assoluto della staffetta 4×100 m (2021)
- 1 volta campione nazionale assoluto della staffetta 4×400 m (2021)

2019
- Oro ai campionati bengalesi assoluti, 200 m piani- 21"8 m nw
- Oro ai campionati bengalesi assoluti, 400 m piani- 46"9 m
- 1º ai campionati indiani assoluti, 400 m piani - 47"34

2020
- Argento ai campionati bengalesi assoluti, 200 m piani- 21"2 m nw
- Oro ai campionati bengalesi assoluti, 400 m piani- 48"6 m

2021
- Oro ai campionati bengalesi assoluti, 200 m piani- 21"4 m nw
- Oro ai campionati bengalesi assoluti, 400 m piani- 47"2 m
- Oro ai campionati bengalesi assoluti, 4×100 m - 40"7 m
- Oro ai campionati bengalesi assoluti, 4×400 m - 3'20"6 m